# Monda
Monda est une commune de la province de Malaga dans la communauté autonome d'Andalousie en Espagne.

## Géographie
Monda est située dans la vallée de Guadalhorce.

## Culture

### Monuments
- Château d'origine arabe, transformé actuellement en hotel touristique.
- Le calvaire.
- Fontaine Jaula anciennement utilisé comme lavoir.
- Église de Santiago du XVIIe siècle.
- Place de la Constitution.
- La ville de Monda est citée dans le premier chapitre de la célèbre nouvelle de Mérimée Carmen.

### Gastronomie
- Soupe mondeña